# Cimatti (moto)

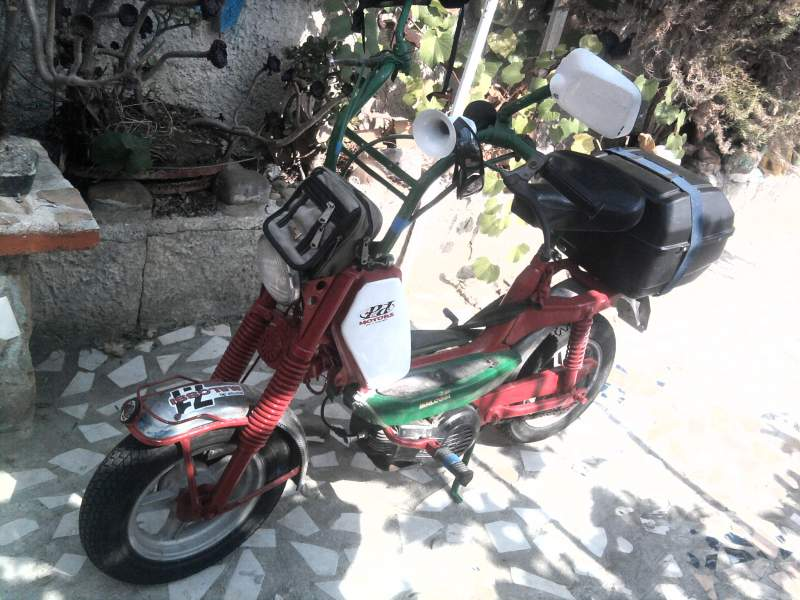
Cimatti Mini Chic 50 del 1972

La Cimatti è stata una casa motociclistica italiana attiva dal 1937 al 1984. È oggi un marchio non utilizzato.

## Storia
Venne fondata a Bologna dal ciclista olimpionico Marco Cimatti, che nel 1937 iniziò a produrre biciclette. Tra il 1948 e il 1950 organizzò anche una squadra ciclistica professionistica.
Nel 1950 sfruttando l'esperienza raggiunta nella costruzione di telai iniziò la produzione di ciclomotori leggeri, raggiungendo negli anni un'ampia gamma di modelli proposti. Le motorizzazioni usate furono Franco Morini, Minarelli e, a partire dal 1982, Garelli.
Negli anni '60, a livello globale, numerose case motociclistiche minori scomparvero, e la Cimatti fu una delle piccole realtà italiane che riuscì a sopravvivere. Anzi venne addirittura espansa, e trasferita in un vecchio ma spazioso opificio (ancora danneggiato dai bombardamenti della guerra) a Pioppe di Salvaro. Accanto ai piccoli ciclomotori vennero prodotti motocicli di cilindrata superiore: negli anni sessanta in particolare si distinsero due modelli da strada, gli Sport Lusso da 100 e 175 cc, e il Kaiman Cross da competizione. Nel decennio seguente arrivarono due modelli 125 cc, una da motocross con un cambio a 5 marce, e l'Ariete 5/M da strada con una potenza di 15 CV.
Nel triennio 1966-68 la Cimatti vinse tre volte il campionato italiano Regolarità classe 50 cc.
In questi anni entrò alla guida dell'azienda Enrico, il figlio di Marco, che aprì la Casa ai mercati stranieri, Francia, Norvegia, Tunisia e USA.
Sul finire degli anni '70 la produzione si concentrò unicamente sui ciclomotori da 50cc, anche grazie alla crescente richiesta del mercato di mezzi di trasporto a bassi consumi, a seguito delle recenti crisi petrolifere: I modelli principali di questo periodo furono il "Mini Chic", monomarcia a frizione automatica, e il modello "86", un tubone a quattro marce con ruote in lega leggera. A questi modelli, più tardi, si aggiunsero l'Oasi ed il Gringo. Vennero prodotti anche dei mini-ciclomotori destinati ai più giovani ed ai bambini, il Mini Prix, il Bat Boy ed il Bat Baby.

### La Cimatti Enrico s.p.a. e la chiusura
Nel 1980 la società mutò ragione sociale, chiamandosi Cimatti Enrico Spa, e lanciando una serie di nuovi modelli a bassa cilindrata.
Nel 1984 la casa entrò in crisi e chiuse lo storico stabilimento.